# Tipo L
La Tipo L è una bomba a mano anticarro in dotazione al Regio Esercito durante la seconda guerra mondiale.

## Descrizione
Progettata per l'uso anticarro è praticamente una OTO Mod. 35 messa dentro ad un contenitore cilindrico colorato di rosso con una carica detonate di 1 500g di tritolo dotata di un manico di legno per facilitarne il lancio.

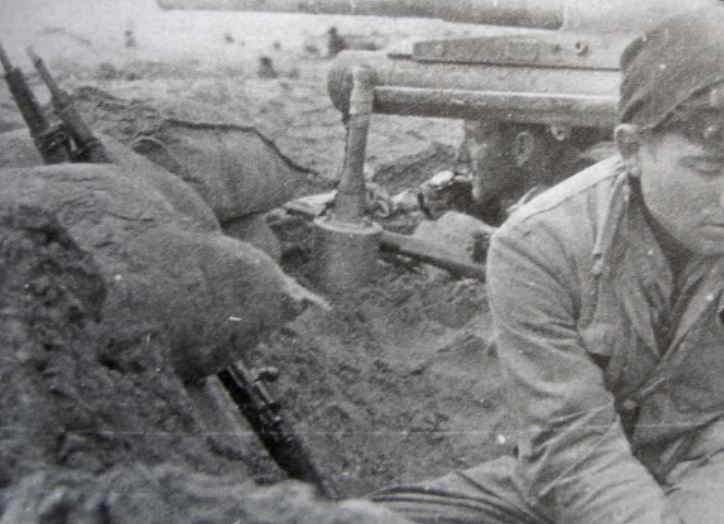
Due militi del battaglione "Giovani Fascisti" durante la 2ª Battaglia di Bir el Gobi (3 dicembre 1941), sul retro si può notare una tipo L

La tipo L è stata progettata per essere utilizzata contro i veicoli e carri armati, la bomba aveva essenzialmente il compito di distruggere il cingolo immobilizzando così il carro, dal momento che la carica era insufficiente per la sua distruzione ma lo rendendeva comunque vulnerabile ad eventuali assalti ravvicinati, i militi a questo punto procedevano quindi a piazzare delle cariche esplosive o lanciare granate incendiarie nel vano motore coperti da qualche granata fumogena.
È costituita da un involucro metallico colorato di rosso con un manico di lancio in legno. Nella parte superiore dell'involucro è presente una linguetta per rimuovere il perno di sicurezza, e una piccola striscia di metallo sporgente dalla base del manico. La striscia è una seconda sicura. La linguetta è tenuta in posizione da un filo metallico sul lato del manico. Questo filo è mantenuto in posizione da un pezzo di nastro metallico fissato con un perno.

## Impiego operativo
Prima di lanciare la tipo L è necessario rimuovere la linguetta metallica di sicurezza posta alla base del cilindro contenente la carica esplosiva, successivamente, tenendo saldamente la maniglia, rimuovere il perno alla base del manico. Assicurarsi che il filo si riavvolga in modo sicuro. Quando la granata viene lanciata, il filo rilascia il secondo perno di sicurezza.